# Tušové malířství
Tušové malířství (čínsky pchin-jinem shuǐmòhuà, znaky zjednodušené 水墨画, tradiční 水墨畫, doslova „malířství vody a tuše“) je východoasijský typ malířství založený na malbě tuší štětcem, technikami podobnými nebo stejnými jako v čínské kaligrafii. Vzniklo v Číně, kde získala postavení prestižní postavení umění vzdělané džentry, vrstvy pozemkových vlastníků, učenců a úředníků. Rozšířilo se do zemí východní Asie – Japonska, Koreje, Vietnamu.

## Historie a charakteristika
Tušové malířství používá, stejně jako čínská kaligrafie, čínskou tuš, jejíž tabulky se roztírají na speciálním kameni spolu s vodou. Rozdíly v hustotě tuše spolu s citlivostí štětce na tlak a pohyb dávají umělci širokou možnost variací v sytosti a stínování tahů. Mistr může v jednom tahu dosáhnout úžasných změn v sytosti, z temně černé až stříbřitě šedé.
Tušové malířství se rozvinulo zejména v období dynastie Tchang (7. – 10. století), za malíře-zakladatele tzv. „jižní školy“ čínského krajinářského malířství je tradičně pokládán (od Tung Čchi-čchanga) tchangský malíř a básník Wang Wej. V Tung Čchi-čchangově pojetí byla „jižní škola“ označení pro nekomerční literátské malířství snažící se o vyjádření myšlenek tvůrce, které si v malbě vystačilo s tuší, případně jemně doplněnou barvami a barevné obrazy „severní školy“ odmítalo jako povrchní.
Cílem malířů tvořících tuší nebylo (a není) pouze reprodukovat vzhled objektu, ale zachytit jeho podstatu. Pro tvůrce je k namalování koně pochopení jeho temperamentu důležitější než vzhled svalů a kostí, chce-li malovat květiny, není potřeba, aby dokonale ladily jejich okvětní lístky a barvy, ale je důležité, aby byl plné života a vůně. Umělec chce zachytit podstatu zobrazovaného s opomenutím zbytečných detailů. Východoasijská tušová malba může být považována za formu expresionistického umění, které zachycuje neviditelné.
V krajinomalbě jsou scenérie typicky imaginární, nebo velmi volně přetvořené skutečné krajiny. Horské krajiny jsou zdaleka nejčastějším námětem, často evokují konkrétní oblasti tradičně známé svou krásou, od nichž umělec může žít velmi daleko. Voda hory velmi často doplňuje. Rejstřík námětů se na horské krajiny neomezuje, umělci malují i květy a ptáky, nebo osoby.

## Významní umělci

### Čína
- Tchang: Wang Wej, Čang Cao, Ťing Chao
- Sung: Kuo Čung-šu, Tung Jüan a Ťü-žan, Mi Fu a Mi Jou-žen
- čtyři jüanští mistři
- čtyři mingští mistři
- Čching: čtyři Wangové, Pa-ta šan-žen
- 20. století: Čchi Paj-š’, Sü Pej-chung, Wu Cuo-žen, Čang Ta-čchien

### Japonsko
- Josecu
- Seššú Tójó
- Tenšó Šúbun
- Ike no Taiga